# Shepherdsville
Shepherdsville é uma cidade localizada no estado americano de Kentucky, no Condado de Bullitt.

## Demografia
Segundo o censo americano de 2000, a sua população era de 8334 habitantes.
Em 2006, foi estimada uma população de 9035, um aumento de 701 (8.4%).

## Geografia
De acordo com o United States Census Bureau tem uma área de
27,9 km², dos quais 27,3 km² cobertos por terra e 0,6 km² cobertos por água. Shepherdsville localiza-se a aproximadamente 135 m acima do nível do mar.

## Localidades na vizinhança
O diagrama seguinte representa as localidades num raio de 12 km ao redor de Shepherdsville.